# 和泉雅子
和泉 雅子（いずみ まさこ、1947年〈昭和22年〉7月31日 - 2025年〈令和7年〉7月9日）は、日本の女優、歌手、冒険家。東京都出身。血液型はA型。愛称はマコ、マー坊。
1989年5月10日、海氷上からでは日本人女性として、初めて北極点到達を果たした。

## 人物・経歴

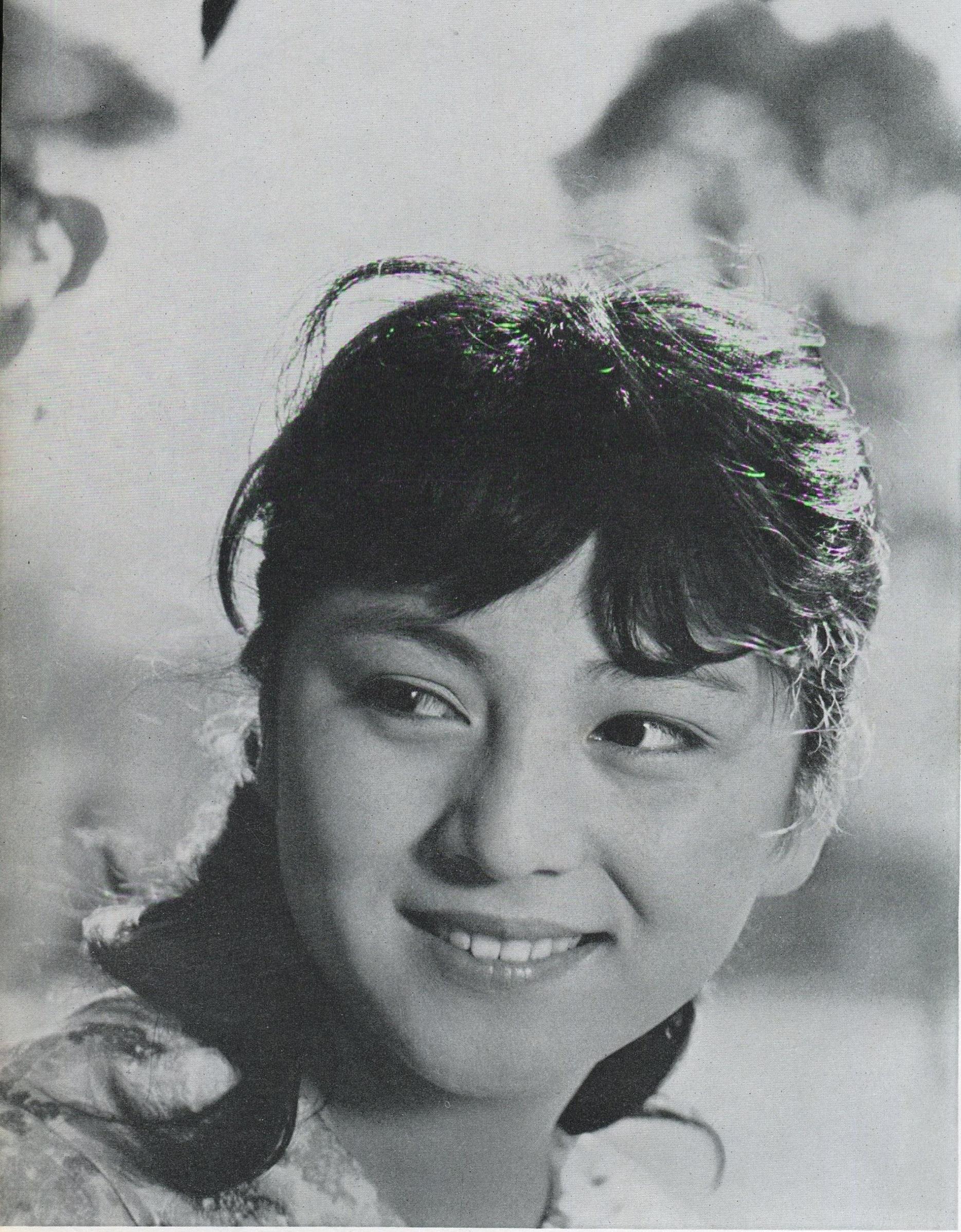
1963年

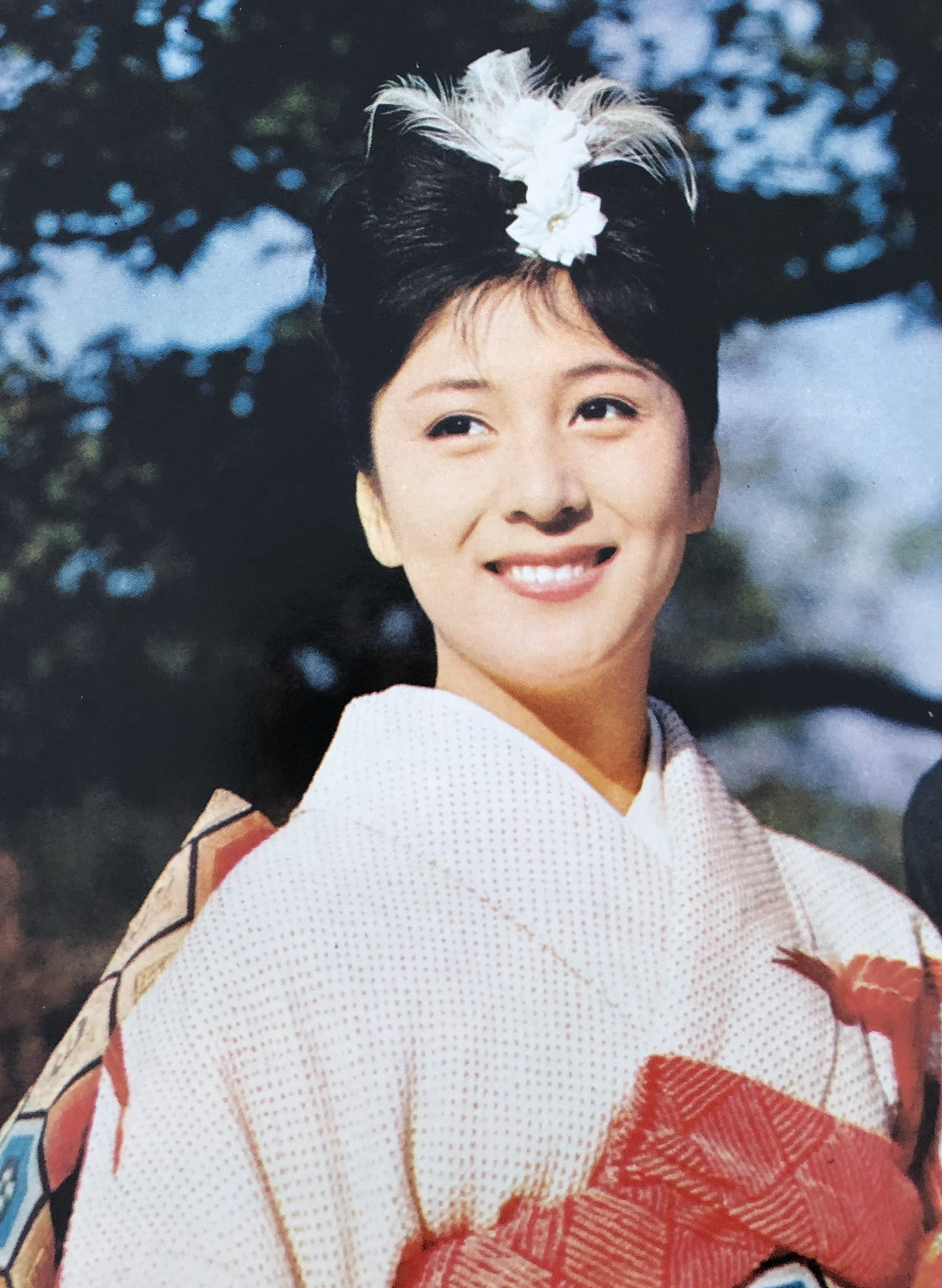
『映画情報』1965年2月号（国際情報社）より

東京都中央区銀座の三原橋の近くにあった、寿司割烹の「太泉食堂」を営む和泉宗太郎と母満代の長女として生まれた。弟は夫妻の長男で、和泉寿時。和泉家は、江戸時代は代々幕府御用達の家具商を務めた。また、戦国武将の竹中半兵衛の末裔に当たる。明治維新後は谷中霊園で和泉家石材店を開業した。築地で鮪を扱う親戚がいたため、父は分家して魚介類の卸売業に転じ、魚河岸で鮪を商った後、場外で煮干し屋を営み、戦後は三原橋に土地を購入して店を開いた。
精華学園女子高等学校卒。
10歳で劇団若草の子役になった（太田博之と同期）後、金語楼劇団に入り喜劇を志す。その後、テレビ番組『ジェスチャー』に出演する柳家金語楼に鞄持ちとして随伴した際、同番組の共演者で日活のプロデューサー・水の江滝子にスカウトされ、1961年に日活に入社した。
これ以降、青春映画に多数出演し、吉永小百合と松原智恵子と合わせて「日活三人娘」と呼ばれ、絶大な人気を誇った。雑誌『近代映画』の「オールスター投票・女優部門」では、1964年から1968年まで5年連続でベスト10入りし、特に1966年と1967年には、吉永小百合に次いで2年連続で第2位にランクインしている。
なかでも、1963年上映された浦山桐郎の監督映画『非行少女』に主演し演技力が認められ、エランドール新人賞や、ソビエト連邦時代のモスクワ映画祭金賞を受賞した。モスクワ映画祭の審査員を務めたフランスの俳優ジャン・ギャバンは「この子はすごい」と語った。日活作品でよく共演したのが高橋英樹であり、2人のコンビは「ポスト吉永小百合・浜田光夫」と言われた。
歌手としては、1966年にザ・ベンチャーズの楽曲『Ginza Lights』を同じ日活の山内賢とカバーしたデュエット曲『二人の銀座』が大ヒットし、翌年に映画化された。その後、レコードを何枚かリリースした。
1967年4月に行われた東京都知事選挙では、自民党・民社党推薦の松下正寿を応援した。吉永小百合が社会党・共産党推薦の美濃部亮吉を積極的に支援したため、吉永とともに週刊誌に取り上げられた。
1971年に日活が成人映画に路線を転換したことにより、その後は本格的にテレビへ活動の場を移した。テレビでは映画時代の清純なイメージから一転、1978年には、土曜ワイド劇場『女教師』にて同番組唯一のレイプシーンを演じた。
1977年、父親が体調を崩したことを真言宗の僧侶に相談した際に勧められて得度した。その後、趣味として仏画も描くようになった。
東京都港区白金台二丁目に『ホテルメイツ』を経営し居住。2005年11月27日をもってトランクルーム『トランクルームプリンスメイツ』に業態転換し、2014年10月まで営業した。
2025年7月9日午後1時3分、原発不明がんのため東京都内の自宅で死去。77歳没。
生涯独身だった。

## 冒険家としての活動

### 極地への憧れ
小学生の頃から、南極越冬隊に憧れていた。
1983年12月から翌1984年1月にかけて、テレビ東京のドキュメンタリー番組のレポーターとして南極に行き、壮大な自然の景色に感激した。

### 北極点到達初挑戦・断念
同1984年、「地球の“てっぺん”に立ちたい」と北極点への挑戦を思い立った。北極圏のスペシャリストである五月女次男と出会い、サポートを得られることとなった。
1985年1月28日、日本を出発し同年1月31日、カナダのレゾリュートに入った。3月21日、北極点への出発地点であるワードハント島近くの氷上にツインオッター機で降り立った。3月23日、北極点到達を目指して5人の隊員とともにスノーモービルで“そり”を曳いて同地から出発した。なお、隊員のメンバーは遠征途上で2回変更された。しかし、気温の上昇に伴うリード（海面が表れた氷の割れ目）の拡大に前進を阻まれ、出発から62日目の同年5月23日、断念した。北極点に最接近した地点は、5月22日の北緯88度40分（北極点まで残り148km）であった。5月25日、ツインオッター機にピックアップ（収容）された。
和泉は北極点に向かっている途中で、映画『植村直己物語』のロケのためレゾリュートを訪れていた西田敏行、倍賞千恵子、山本圭と無線交信している。
この冒険に要した費用は1億円以上であり、多額の借金を抱えることとなった。

### 北極点到達再挑戦・成功
1989年2月1日、再度北極点到達に挑戦するためカナダのレゾリュートに入った。同年3月9日、ツインオッター機でワードハント島近くの氷上に降り立った。3月10日、北極点を目指して、4人の隊員とともに、スノーモービルで“そり”を曳いて同地から出発した。今回は、6回行われた補給フライトのたびに隊員のメンバーを入れ替えた。同年5月10日午前6時30分、海氷上からでは日本人女性として初めて北極点到達に成功した。奇しくも、4年前に断念したときと同じ出発から62日目のことであった。なお、海氷上から女性として北極点に到達したのは世界で2人目であった。

### その後
これ以降も、グリーンランドなどの北極地方に約50回行った。
もともと山歩きが好きであったことから、登山にも熱中し始めた。極地や登山に耐えられる体力をつけるために脂肪を増やし、その後も減量を行わず、また、極地の強い紫外線の影響により顔面に“しみ”が多くできたため、過去と現在との容姿の“落差”が一時期、バラエティー番組などでも話題となった。これに対して、和泉は、「“昔はきれいだった”とよく言われる」と明るく語っている。

## 出演

### 映画
- 荒城の月（東宝、1958年8月26日）

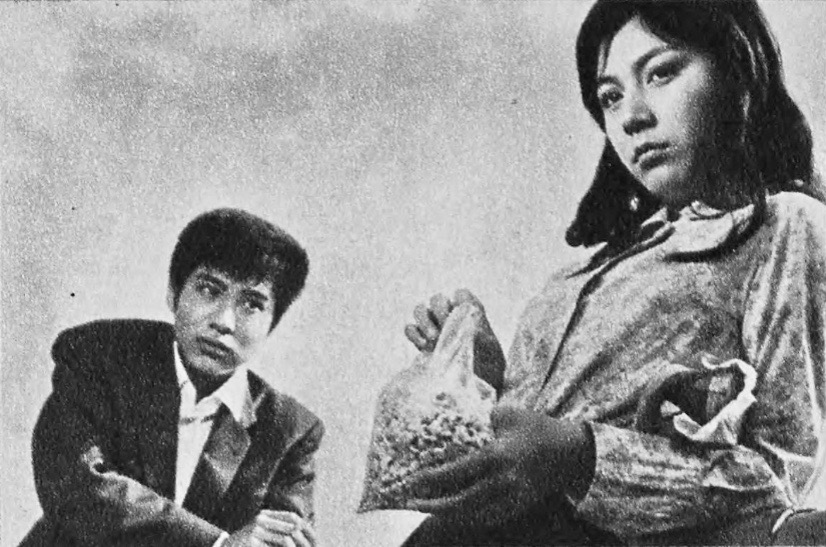
『非行少女』（1963年）

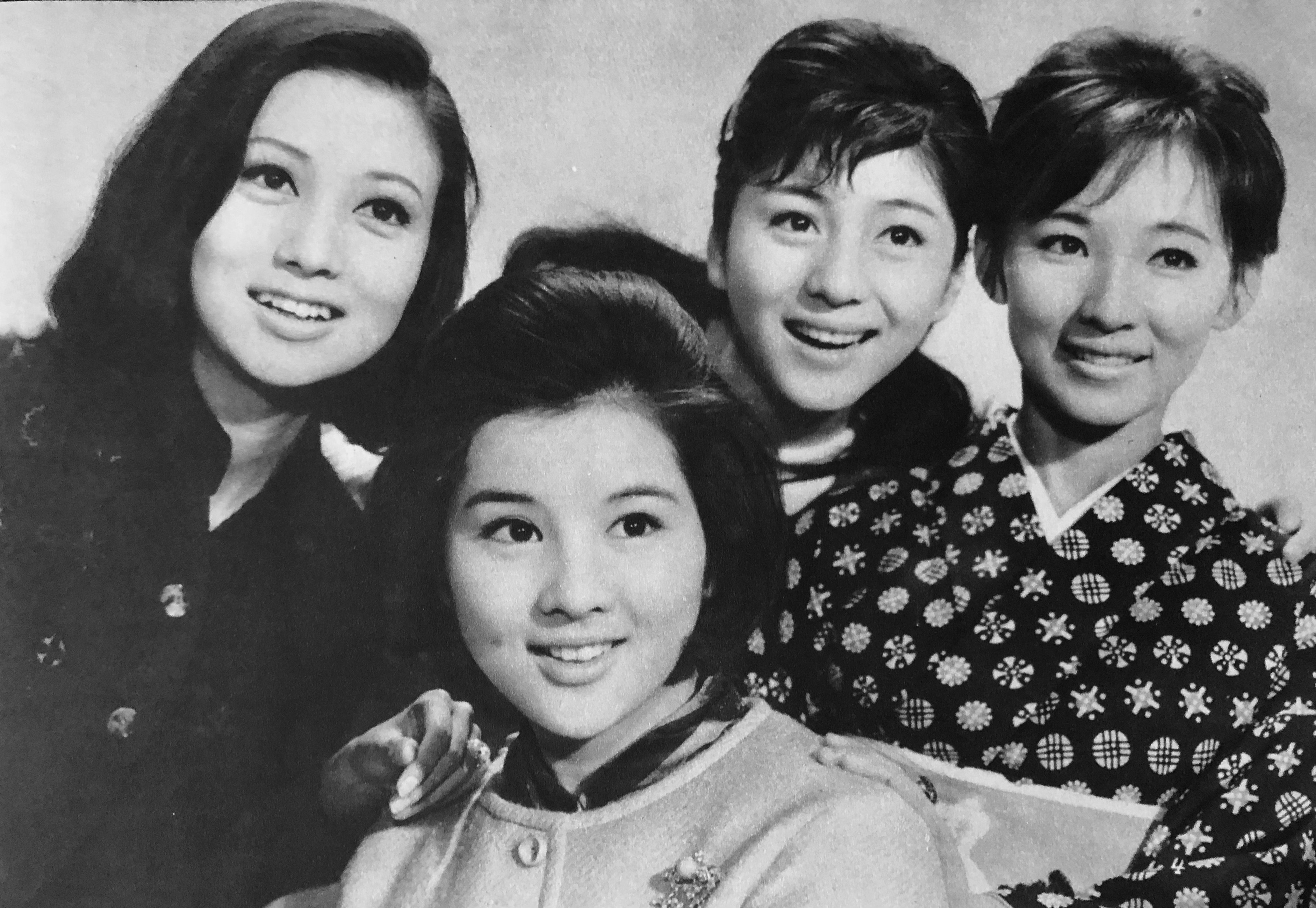
『若草物語』（1964年）。左から浅丘ルリ子、吉永小百合、和泉、芦川いづみ。

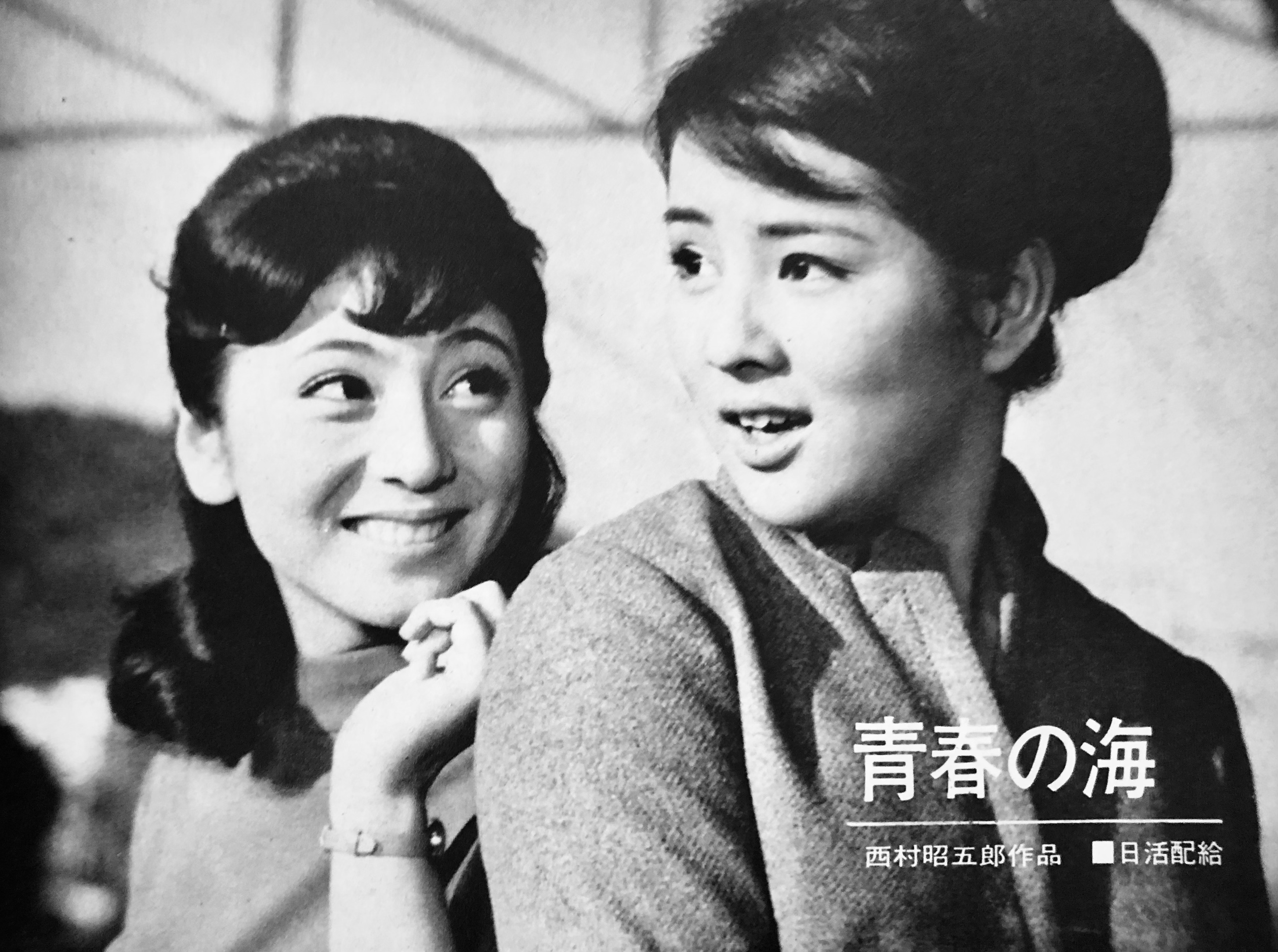
『青春の海』（1967年）

- 風花（松竹、1959年1月3日） - 名倉さくら（少女時代）
- 七人の挑戦者（日活、1961年7月9日） - 眉子
- 暗黒街の静かな男 （日活、1961年10月14日）
- 母あちゃん海が知ってるよ（日活、1961年11月19日）
- ずらり俺たちゃ用心棒（日活、1961年12月24日）
- ひとつのいのち（日活、1962年1月27日）
- 銀座の恋の物語（日活、1962年3月4日）
- 大氷原 （日活、1962年4月22日）
- 若い爪あと（日活、1962年5月9日）
- 若者に夢あり（日活、1962年05月27日）
- 太陽と星（日活、1962年7月1日）
- 若くて、悪くて、凄いこいつら（日活、1962年9月9日）
- 激しい河 日活、1962年10月6日）
- 海の鷹（日活、1963年1月11日）
- 泥だらけの純情（日活、1963年2月10日） - 和枝
- 空の下遠い夢（日活、1963年2月24日）
- 非行少女（日活、1963年3月17日） - 北若枝
- 川っ風野郎たち（日活、1963年4月14日）
- 交換日記（日活、1963年5月26日）
- 男の紋章（日活、1963年7月14日） - 晴子
- エデンの海（日活、1963年8月31日）
- 悪太郎（日活、1963年9月21日）
- その人は遠く（日活、1963年10月27日）
- 続男の紋章（日活、1963年11月10日）
- 泥だらけのいのち（日活、1963年12月8日）
- 光る海（日活、1963年12月25日） - 葉山久美子
- 男の紋章 風雲双つ竜（日活、1963年12月25日）
- 成熟する季節（日活、1964年1月15日）
- こんにちは赤ちゃん（日活、1964年2月23日）
- 花嫁は十五才（日活、1964年3月25日）
- 若い港 （日活、1964年5月13日）
- 新・男の紋章 度胸一番（日活、1964年8月1日）
- あゝ青春の胸の血は （日活、1964年9月9日）
- 男の紋章 花と長脇差（日活1964年11月11日）
- 男の紋章 喧嘩状（日活、1964年12月19日）
- 若草物語（日活、1964年12月31日） - 四女・高村チエコ
- 愛しながらの別れ（日活、1965年1月24日）
- 北国の街（日活、1965年3月20日）
- 男の紋章 喧嘩街道（日活、1965年4月3日）
- 落葉の炎（日活、1965年4月14日）
- 涙をありがとう（日活、1965年4月29日）
- 渡世一代（日活、1965年7月3日）
- 男の紋章 流転の掟（日活、1965年7月24日）
- 悪太郎伝 悪い星の下でも（日活、1965年8月25日）
- 血と海（日活1965年10月1日） - ナミ
- 男の紋章 俺は斬る（日活1965年10月8日）
- 刺青一代（日活、1965年11月13日）
- 高原のお嬢さん（日活、1965年12月4日）
- 四つの恋の物語（日活、1965年12月28日） - 三沢志奈子
- 男の紋章 竜虎無情（日活、1966年1月14日）
- 鉄火場仁義（日活、1966年2月12日）
- 大空に乾杯（日活、1966年2月25日） - 工藤ミチ子
- 哀愁の夜（日活、1966年3月27日）
- 日本仁侠伝 血祭り喧嘩状（日活、1966年4月10日）
- 友を送る歌（日活、1966年6月2日）
- 日本仁侠伝 花の渡世人（日活1966年6月15日）
- 絶唱（日活、1966年9月17日） - 小雪
- 私は泣かない（日活、1966年10月29日）
- おゆきさん（日活、1966年12月3日） - 石津裕紀子
- 青春の海（日活、1967年1月3日）
- 二人の銀座（日活、1967年2月25日）
- 夕陽が泣いている（日活、1967年5月20日） - 伊吹洋子
- 終りなき生命を（日活、1967年7月8日）
- 花と果実（日活1967年8月26日）
- 対決（日活、1967年9月6日）
- 東京ナイト（日活、1967年10月7日）
- 君は恋人（日活、1967年11月3日）
- ザ・スパイダースの大進撃（日活、1968年1月3日） - 緒方ゆり子
- 花の恋人たち（日活、1968年1月3日） - 仁村藤穂
- 星影の波止場（日活、1968年2月1日）
- 青春の風（日活、1968年3月30日） - 風見愛子
- 娘の季節（日活、1968年5月18日）
- 昭和のいのち（日活、1968年6月22日） - 本多晶子
- あゝひめゆりの塔（日活、1968年9月21日） - 比嘉トミ
- 花ひらく娘たち（日活、1969年1月11日）
- 涙の季節（日活、1969年3月12日）
- 夜の牝 年上の女（日活、1969年4月16日）
- 博徒百人（日活、1969年5月14日）
- あらくれ（日活1969年6月14日）
- 荒い海（真珠舎、1969年10月15日）
- 喧嘩博徒 地獄の花道（日活、1969年12月17日） - 宮島雪絵
- 牡丹と竜（日活、1970年1月15日）
- あばれ丁半（日活、1970年3月7日）
- 花の特攻隊 あゝ戦友よ（日活、1970年5月16日）
- 土忍記 風の天狗（日活、1970年11月14日）
- 戦争と人間 第二部 愛と悲しみの山河（日活、1971年6月12日）
- 逆縁三つ盃（日活、1971年7月31日）
- 朝霧（日活、1971年9月18日）
- きみは風のように（綜芸、1984年1月16日）

### テレビドラマ
- 少年ジェット（1959年、フジテレビ） - 宮園ヨシエ（第1部）、荷蛭由美（第3部）
- そんなとき私は（1960年 - 1961年、TBS）
- 熱血カクタス（1960年、BSN）
- 正子絶唱（1968年、TBS）
- 犬と麻ちゃん(1969年、NET)
- 娘すし屋繁盛記（1969年、TBS）
- ありがとう（1970年、TBS） - 堀江香子
- 花嫁のれん（1971年、フジテレビ）
- 新・平家物語（1972年、NHK総合 大河ドラマ）
- 嫁ふたり（1972年、ABC）
- 赤ひげ 第25話「陽炎」（1973年、NHK総合） - 記憶喪失の女
- 伝七捕物帳 第24話「日本晴れ大漁節」（1974年、日本テレビ・ユニオン映画） - お園
- ぶらり信兵衛 道場破り 第40話「めぐりあい」（1974年、フジテレビ） - おたま
- 雪舞い（1974年、日本テレビ）
- 斬り抜ける（1974年 - 1975年 ABC・松竹） - 森菊役
- 華麗なる一族（1974年 - 1975年、毎日放送・東宝） - 芙佐子
- 銭形平次（フジテレビ・東映）
  - 第400話「お光の縁談」（1974年） - お光
  - 第574話「大泥棒平次」（1977年） - おりん
  - 第653話「お紺の初恋」（1979年） - 櫛巻 お紺
  - 最終話「ああ十手ひとすじ!!八百八十八番大手柄 さらば我らの平次よ永遠に」（1984年） - 加賀屋 お雅
- 幡随院長兵衛 第16話「情死」（1974年、NET・東宝） - 小紫
- 水戸黄門（TBS / C.A.L）
  - 第6部 第18話「紙を喰う虫 -高知-」（1975年7月28日） - お加代
  - 第11部 第13話「陰謀あばいた俵牛 -陸前高田-」（1980年11月10日） - 西本綾
- 徳川三国志（1975年、NET）
- ほんとうに（1976年、TBS）
- たんぽぽ 第4シリーズ（1977年、日本テレビ）
- 花のながれ（1977年、TBS）
- 桃太郎侍 第60話「虹をつかんだお姫さま」（1977年、日本テレビ）
- 若さま侍捕物帳 第4話（1978年、テレビ朝日・国際放映・前進座）
- 涙・あいつは今夜もいない（1978年、テレビ朝日・中平康監督）
- 土曜ワイド劇場（テレビ朝日）
  - 女教師（1978年）
  - 死者の木霊（1982年） - 竹村陽子
- 女の一生（1979年、TBS） - 中里美那子
- 江戸を斬るIV 第13話「悲しみを越えて」（1979年、TBS） - おさよ
- 愛（1979年 - 1980年、TBS）
- 玉ねぎむいたら…（1981年、TBS）
- あした幸福（1981年、TBS）
- 赤かぶ検事奮戦記 第3シリーズ（1983年、ABC） - 泉葉子弁護士
- 銀河テレビ小説（NHK総合）
  - やどかりは夢をみる（1984年） - 河野良子
  - 黒潮に乾杯!（1989年）
- ママ走れ!（1992年、TBS）
- 渡る世間は鬼ばかり 第4シリーズ（1998年、TBS）

### 舞台
- 女の一生

### 吹き替え
- 誰が為に鐘は鳴る　TBS（イングリッド・バーグマン）

### その他のテレビ番組
- ほんものは誰だ!（日本テレビ） - レギュラー解答者
- IST登場（テレビ東京）
- 水曜スーパーテレビ『感動ドキュメント・和泉雅子北極点に立つ!!』（テレビ朝日）
- くらしの探検隊（フジテレビ）
- 東芝アラカルトサロン・しあわせの味（日本テレビ、1976年1月10日 - 1976年12月25日） - 司会

### CM
- 埼玉銀行（現・埼玉りそな銀行）
- パイロット万年筆（現・パイロットコーポレーション）
- 白鶴酒造
- ヤマト運輸 - 1980年代を中心にイメージキャラクターを務める。
- 資生堂 - オードルックス
- 江崎グリコ - ひまわり家族
- 龍角散 - クララN、クララせきどめ液

## ディスコグラフィー

### シングル
| 発売日        | レーベル                      | 品番       | 面 | タイトル                    | 備考                                                     |
| ------------- | ----------------------------- | ---------- | -- | --------------------------- | -------------------------------------------------------- |
| 1965年10月    | 東芝音楽工業                  | TP-1145    | A  | めぐり逢う日は              |                                                          |
| 1965年10月    | 東芝音楽工業                  | TP-1145    | B  | 幸せの花を咲かせよう        |                                                          |
| 1966年2月     | 東芝音楽工業                  | TP-1213    | A  | ユー・アンド・ミー          | 山内賢とデュエット。                                     |
| 1966年2月     | 東芝音楽工業                  | TP-1213    | B  | エレキファンタジー 二人の虹 | 歌ではなく、ミニドラマの内容。山内賢と共演。             |
| 1966年3月5日  | 東芝音楽工業                  | TP-1228    | A  | やさしくしかってね          |                                                          |
| 1966年3月5日  | 東芝音楽工業                  | TP-1228    | B  | あなたの背中                |                                                          |
| 1966年8月5日  | 東芝音楽工業                  | TP-1314    | A  | 教えて欲しいの              |                                                          |
| 1966年8月5日  | 東芝音楽工業                  | TP-1314    | B  | バラ色の太陽                |                                                          |
| 1966年9月     | 東芝音楽工業                  | TP-1346    | A  | 二人の銀座                  | 日活映画「二人の銀座」主題歌。山内賢とデュエット。       |
| 1966年9月     | 東芝音楽工業                  | TP-1346    | B  | 踊りたいわ                  | 日活映画「二人の銀座」挿入歌。                           |
| 1967年3月     | 東芝音楽工業                  | TP-1421    | A  | 星空の二人                  | 山内賢とデュエット。                                     |
| 1967年3月     | 東芝音楽工業                  | TP-1421    | B  | かげぐち                    |                                                          |
| 1967年5月     | 東芝音楽工業                  | TP-1478    | A  | 二人の朝                    | 山内賢とデュエット。日活映画「終わりなき生命を」主題歌。 |
| 1967年5月     | 東芝音楽工業                  | TP-1478    | B  | 雪割草の歌                  | 日活映画「終わりなき生命を」挿入歌。                     |
| 1967年9月     | 東芝音楽工業                  | TP-1526    | A  | 東京ナイト                  | 山内賢とデュエット。日活映画「東京ナイト」主題歌。       |
| 1967年9月     | 東芝音楽工業                  | TP-1526    | B  | 三つの夢                    | 日活映画「花と果実」主題歌。                             |
| 1968年9月     | 東芝音楽工業                  | TP-2046    | A  | 燃える真珠                  |                                                          |
| 1968年9月     | 東芝音楽工業                  | TP-2046    | B  | いつか二人で                |                                                          |
| 1969年3月     | 東芝音楽工業                  | TP-2113    | A  | 霧の灯り                    |                                                          |
| 1969年3月     | 東芝音楽工業                  | TP-2113    | B  | 愛のエンジェル              |                                                          |
| 1969年5月     | 東芝音楽工業                  | TP-2144    | A  | 小さな恋の物語              |                                                          |
| 1969年5月     | 東芝音楽工業                  | TP-2144    | B  | アルプの角笛                |                                                          |
| 1969年9月     | 東芝音楽工業                  | TP-2188    | A  | 恋の口笛                    |                                                          |
| 1969年9月     | 東芝音楽工業                  | TP-2188    | B  | でもでも…                   |                                                          |
| 1970年        | 東芝音楽工業                  | TP-2294    | A  | 恋のめまい                  |                                                          |
| 1970年        | 東芝音楽工業                  | TP-2294    | B  | できごと                    |                                                          |
| 1971年2月     | 東芝音楽工業                  | TP-2369    | A  | 私はジュリエット            |                                                          |
| 1971年2月     | 東芝音楽工業                  | TP-2369    | B  | 天使の約束                  |                                                          |
| 2008年9月24日 | サザンシー エンターティメント | QACL-10015 | 1  | おとなの銀座                | 山内賢とデュエット。                                     |
| 2008年9月24日 | サザンシー エンターティメント | QACL-10015 | 2  | 東京ナイト                  | 新録、山内賢とデュエット。                               |

### アルバム
| 発売日         | レーベル                      | 品番       | タイトル     | 備考                                                     |
| -------------- | ----------------------------- | ---------- | ------------ | -------------------------------------------------------- |
| 2008年10月22日 | サザンシー エンターティメント | QACL-30021 | おとなの銀座 | 全12曲中6曲が山内賢とデュエット、残り6曲は山内のソロ曲。 |

## 著書

### 単著
- 『白いささやき : マコのおしゃべり読本』勁文社、1976年10月。全国書誌番号:77009657
- 『和泉雅子の南極 : 白いメッセージ'83～'84』和泉雅子（自費出版）、1984年6月。[注 20]
- 『私だけの北極点 : 北緯88度40分』講談社、1985年8月8日。ISBN 4062022141。[注 21]
- 『めざせ 北極点 : マコは、がんばった : 北緯88度40分』講談社〈青い鳥文庫〉、1988年8月10日。ISBN 4061472488。 - 児童書。
- 『笑ってよ、北極点』文藝春秋、1989年8月25日。ISBN 4163435700。
- 『マコさん北極を行く : ネイチァリングスペシャル』全国朝日放送（テレビ朝日）、1990年12月11日。ISBN 488131162X。
- 『ハロー オーロラ! : 和泉雅子写真集』文藝春秋、1994年7月15日。ISBN 4166103504。[注 22]

### 共著
- 『輝いて生きたい : 魅力ある女性になるための14話』 PHP研究所、1985年11月25日。ISBN 4569520057。[注 23][注 24]
- 『まさこおばさんありがとう』（田上千枝/共作、長野ヒデ子/え） PHP研究所、1986年1月31日。ISBN 4569283284。[注 25] - 児童書。
- 『著名人の思い出ポロリ : 25人のいい話』 文溪堂、1995年3月31日。ISBN 4894230542。[注 26]

## 関連書籍
- 池田信道/著『三宅島百話』 島の新聞社、1973年12月、全国書誌番号:73011734。[注 27]
- 山内久司/著『必殺!テレビ仕事人』 朝日新聞社、1987年6月、ISBN 4022556919。[注 28]
- 磯村尚徳/著『新しい女性これからの時代 : 磯村尚徳対談集』 誠書房/出版、近藤書店/発売、1989年12月、ISBN  487564714X。[注 29]
- こころの花・いのちの華編纂委員会[注 30]/編『いのち万華鏡』 こころの花・いのちの華編纂委員会/発行、禅文化研究所/発売、1990年4月16日、ISBN 4881820796。[注 31]
- 熊本国府高等学校/編『火の国乙女の北極紀行 : 北極遠征報告書 : 女優和泉雅子さんと北極へ行こう』 熊本国府高等学校/出版、1997年3月。[注 32]
- 大下英治/著『みんな日活アクションが好きだった』 廣済堂出版、1999年7月15日、ISBN 4331058204。[注 33][注 34]
- 池谷朗/撮影『20世紀を輝いた美女たち : スター青春グラフィティ : 池谷朗「昔」写真館』 ケイエスエス、1999年8月2日、ISBN 4877093745。[注 35]
- 早田雄二/撮影『名女優 : 写真家・早田雄二の撮った“永遠に輝く一瞬” : 昭和が恋したヒロインの肖像』 平凡社〈別冊太陽〉、2000年6月12日、ISBN 458294342X。[注 36]
- 野沢一馬/編、日活/協力『日活 1954-1971 : 映像を創造する侍たち』 ワイズ出版、2000年12月、ISBN 4898300448。[注 37]
- 磯田勉/編、轟夕起夫/協力『清順スタイル : Seijun style』 ワイズ出版、2001年3月、ISBN 4898300898。[注 38]
- 日本レクリエーション協会/編著『毎日が自分流 : いきいき人生事例集』 財務省印刷局/出版、2002年8月、ISBN 4171100658。[注 39]
- 明星編集部/編、橋本治/解題『「明星」50年 601枚の表紙 : カラー版』 集英社〈集英社新書〉、2002年11月20日、ISBN 4087201708。[注 40]
- 『ぼく、ドラえもん』 小学館、2004年12月20日号。[注 41]
- 高村倉太郎/著、日本映画映像文化振興センター/編、日本映画撮影監督協会/編『撮影監督 高村倉太郎』 ワイズ出版、2005年12月、ISBN 4898301908。[注 42]
- 中山千夏/著『ぼくらが子役だったとき』 金曜日、2008年8月1日、ISBN 9784906605460。[注 43]
- 長洋弘/著『冒険に生きる : 谷川岳・青春・あの時代』 社会評論社、2009年2月28日、ISBN 9784784509751。[注 44]
- 『抜萃のつゞり[注 45] : その61』 熊平製作所、2010年1月。[注 46][注 47]
- 高木清、塩澤幸登/共著『昭和の美人女優 : 雑誌「平凡」秘蔵写真館』 マガジンハウス、2011年3月、ISBN 9784838722433。[注 48]
- 『愁 : 密着2010〜2011 : 歌ごころ、そして - まなざし : 舟木一夫』 マガジンランド、2011年9月、ISBN 9784905054245。[注 49]
- 早田雄二/撮影『昭和が恋した女優たち : 生誕100年 写真家・早田雄二の世界』 平凡社〈別冊太陽 : 日本のこころ ; 226〉、2015年2月23日、ISBN 9784582922264。[注 50]
- 佐久間博/文、pon-marsh/絵『きみを変える50の名言 : イチロー、樹木希林ほか』 汐文社、2019年1月10日、ISBN 9784811325521。[注 51]